# Oružane snage Meksika
Oružane snage Meksika (špa. Fuerzas Armadas de Mexico) sastoje se od dva neovisna entiteta:
- Meksička kopnena vojska, koja uključuje Meksičko ratno zrakoplovstvo (FAM). Predsjednička straža, Vojna policija i specijalne snage dio su vojske, ali imaju svoje lance zapovijedanja.
- Meksička mornarica, koja uključuje mornaričko pješaštvo i mornaričko zrakoplovstvo (FAN).

Vojska i mornarica imaju dva odvojena vladina odjela: Ured nacionalne sigurnosti i Ured mornarice. Svaka ima zaseban lanac zapovijedanja, a jedina poveznica je vrhovni zapovjednik - predsjednik Meksika.
Oružane snage sastavljene su od profesionalnih vojnika. Iako postoji novačenje, ročnici nisu integrirani u vojsku ili mornaricu.